# Alconchel
Alconchel è un comune spagnolo di 2 000 abitanti situato nella comunità autonoma dell'Estremadura, comarca Llanos de Olivenza.